# کلاس کارپینن

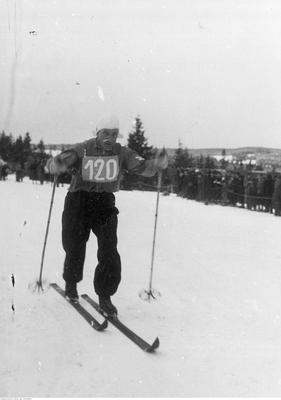
کلاس کارپینن در سال ۱۹۳۹

کلاس کارپینن (انگلیسی: Klaes Karppinen; ۹ اکتبر ۱۹۰۷ – ۲۴ ژانویهٔ ۱۹۹۲) اسکی‌باز صحرانوردی اهل فنلاند بود.